# Дорога для двоих
«Дорога для двоих» (англ. Two for the Road) — 20-й эпизод второго сезона американского драматического телесериала «Остаться в живых», и 45-й во всём сериале. Сценарий к эпизоду написали супервайзерным продюсером Элизабет Сарнофф и продюсером Кристиной М. Ким, а режиссёром стал Пол Эдвардс. Премьера эпизода состоялась в США на канале ABC 3 мая 2006 года. В этом эпизоде флэшбэки раскрывают больше о прошлом Аны-Люсии, в то время как в настоящее время Ана-Люсия пытается достать пистолет, чтобы убить Генри, а Майкл возвращается к остальным выжившим.
«Дорога для двоих» получил в целом положительные отзывы от критиков, которые были шокированы тем, что были убиты Ана-Люсия и Либби. Однако многие люди ожидали смерть их двоих, поскольку актрисы Мишель Родригес и Синтия Уотрос выставили напоказ обвинения в нетрезвом вождении за несколько месяцев до выхода эпизода в эфир. Позже продюсеры в нескольких интервью утверждали, что их смерть планировалась более года. Этот эпизод посмотрели 15,03 миллиона зрителей, что представляло собой снижение по сравнению с рейтингом предыдущего года. Сарнофф и Ким были номинированы на премию Гильдии сценаристов США за сценарий к эпизоду.

## Сюжет

### Воспоминания
Воспоминания начинаются сразу после того, как Ана-Люсия Кортес (Мишель Родригес) застрелила Джейсона (Аарон Голд) в «Столкновении». По прибытии в полицейский участок на следующий день, мать Аны-Люсии, Тереза Кортес (Рэйчел Тикотин), с подозрением относится к своей дочери и расспрашивает её, в результате чего Ана-Люсия увольняется из полицейского управления. Работая в аэропорту, она знакомится с Кристианом Шепардом (Джон Терри), который нанимает её в качестве телохранителя для своей поездки в Австралию. Однажды ночью Ана-Люсия и пьяный Кристиан идут в дом, где Кристиан требует у блондинки (Габриэль Фицпатрик) увидеть свою дочь. Увидев, что спор выходит из-под контроля, Ана вмешивается и уводит Кристиана обратно в машину. В конечном итоге Ана-Люсия устаёт от выходок Кристиана и оставляет его в баре, где у них происходит очень краткая встреча с Сойером (Джош Холлоуэй), когда Кристиан открывает дверцу своей машины. Ана отправляется в аэропорт и звонит матери, извиняется и говорит, что хочет всё исправить. Тереза говорит, что будет ждать Ану-Люсию в Лос-Анджелесе.

### На Острове
В настоящем времени Ана-Люсия начинает допрашивать Генри Гейла (Майкл Эмерсон) в бункере, но внезапно он нападает на неё, но Джон Локк (Терри О’Куинн) вырубает его. Локк спрашивает Генри, почему он напал на Ану-Люсию, но никогда не пытался причинить ему боль. Генри говорит, что Локк — «один из хороших». Хотя Либби (Синтия Уотрос) советует Ане-Люсии не пытаться отомстить Генри, она непреклонна и просит у Сойера пистолет, но получает отказ. Ана-Люсия возвращается, и после того, как Сойер ей опять отказался давать пистолет, она занимается с ним сексом, и ей удаётся отвлечь его достаточно долго, чтобы украсть пистолет. Джек Шепард (Мэттью Фокс) и Кейт Остин (Эванджелин Лилли) возвращаются с Майклом Доусоном (Гарольд Перрино). Майкл просыпается и говорит всем в бункере, что он выследил Других и обнаружил, что они живут хуже, чем выжившие. Он также говорит, что, как только он выздоровеет, он организует спасательную миссию, чтобы вернуть своего сына Уолта. После того, как Локк и Джек начинают планировать спасательную миссию для Уолта, они понимают, что им нужно больше оружия, и они идут к Сойеру, который понимает, что Ана-Люсия украла его пистолет. В другом месте Хёрли (Хорхе Гарсиа) запланировал романтический пикник для себя и Либби, но Хёрли заблудился и привёл их обратно в лагерь выживших. Там он понимает, что забыл упаковать одеяло, и Либби предлагает вернуться к бункеру, чтобы взять его. Она также предлагает Хёрли попросить у Роуз и Бернарда вина для пикника, и Хёрли это предложение очень приятно слышать. Между тем в бункере, Майкл спрашивает у Аны-Люсии, что происходит, и она объясняет некоторые моменты: у Сойера всё оружие, Джек, Локк и Кейт ушли, чтобы взять оружие, и в настоящее время один из Других, Генри, находится в плену в оружейной. Она упоминает, что Генри ранее этим днём пытался убить её и что, хотя она собиралась убить Генри, она не смогла нажать на курок. Майкл предлагает сделать это сам, но после того, как она отдала ему пистолет, он стреляет в неё, убивая её. Либби входит с одеялами и пугает Майкла, в результате чего он тоже стреляет в неё. Затем Майкл заходит в оружейную, где держат Генри. Вместо того, чтобы застрелить Генри, Майкл стреляет себе в руку.

## Производство

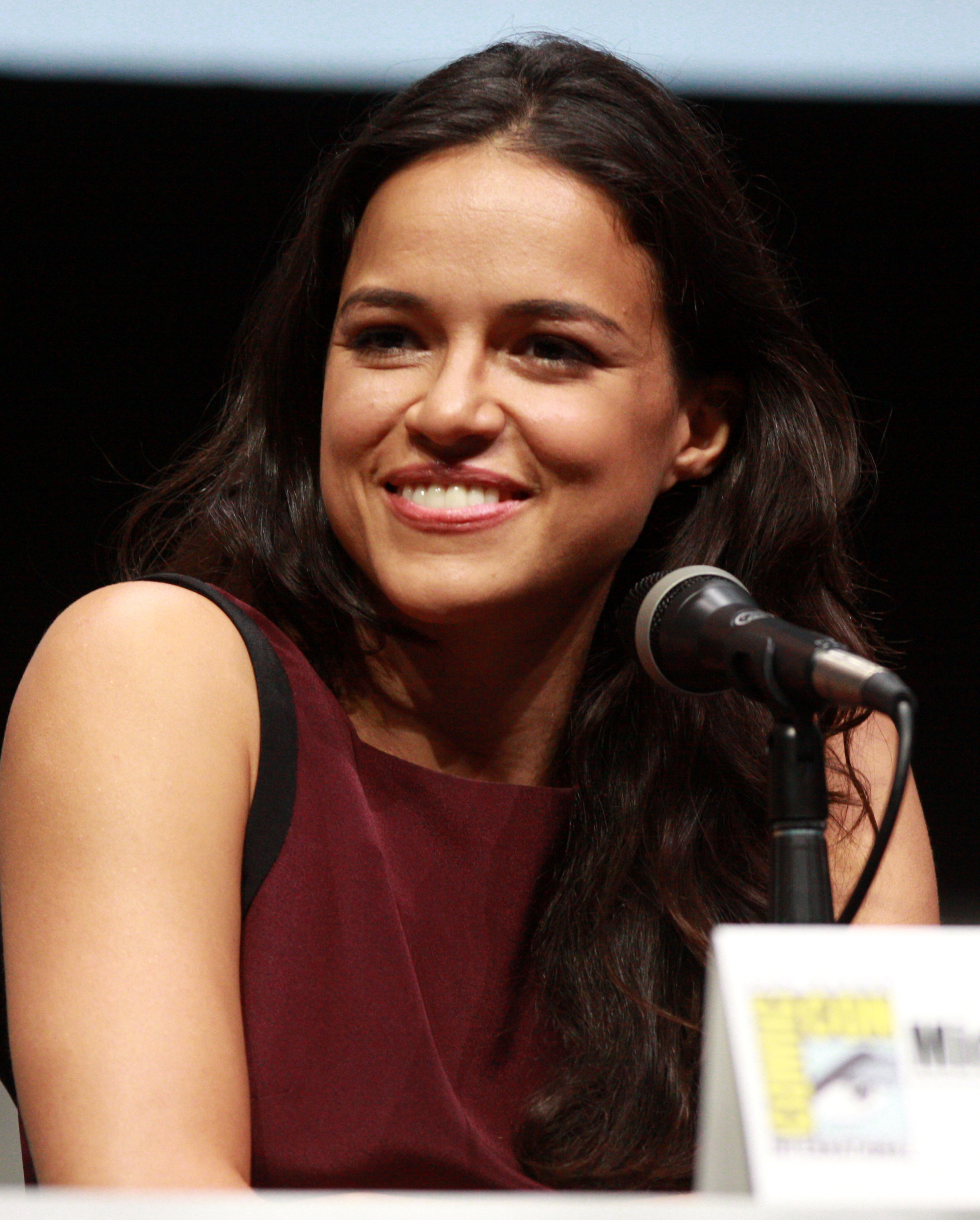
Продюсеры опровергли слухи о том, что Ана-Люсия была убита из-за поведения Мишель Родригес.

«Дорога для двоих» стал вторым эпизодом в сериале, снятым режиссёром Полом Эдвардсом. Эдвардс ранее снял эпизод «Что сделала Кейт». Сценарий к эпизоду написали Элизабет Сарнофф и Кристина М. Ким, что стало их третьей совместной работой.
Многочисленные локации на Оаху были использованы в качестве мест съёмок для этого эпизода. Крыша на консервном заводе Доула была снята в качестве крыши Департамента полиции Лос-Анджелеса. Кухня Гавайского конференц-центра была переделана так, чтобы актёрский состав и съёмочная группа «Остаться в живых» могли использовать её в качестве морга; конференц-центр также использовался для сцен в аэропорту. Бар, который посещал Кристиан Шепард во флэшбэках, на самом деле является рестораном «Fisherman’s Wharf» в гавани Kewalo Basin. Сцена в гостиничном номере Аны-Люсии была снята в отеле Renaissance Ilikai Waikiki. Сцены на пляже снимались, как обычно, на пляже Papa’iloa на Оаху.
Смерть Аны-Люсии и Либби вызвали предположение, что они были убиты из-за обвинений в нетрезвом вождении, которые актрисы Мишель Родригес и Синтия Уотрос получили с интервалом в 15 минут друг от друга 1 декабря 2005 года. Уотрос признала себя виновной, была оштрафована на $370 и лишена водительских прав на 90 дней. Родригес первоначально признала себя невиновной, но в апреле признала себя виновной и была приговорена к пяти суткам в исправительном учреждении Оаху, но в итоге отбыла только 65 часов из-за переполненности тюрьмы. В феврале 2006 года «US Weekly» утверждало, что инсайдер сказал им, что продюсеры «Остаться в живых» были недовольны поведением Родригес и собирались убить её персонажа. Вскоре после выхода «Дороги для двоих» в эфир, сценаристы Деймон Линделоф и Карлтон Кьюз сказали «TV Guide», что, разговаривая с Родригес о роли Аны-Люсии, она сказала, что ей будет интересно, но только на год. Посидев с ней, они оба были впечатлены её энергией и решили скорректировать свой план, чтобы её персонаж продержался только один сезон. Поскольку зрители негативно относились к Ане-Люсии, продюсеры решили, что её смерть не вызовет достаточно сочувствия у фанатов, поэтому они решили, что Либби, которую все любили, тоже следует убить ради эмоционального эффекта. Линделоф вспоминал, что после того, как они узнали, что и Родригес, и Уотрос получили обвинения в нетрезвом вождении, он был обеспокоен тем, что это будет выглядеть так, как будто убийство Аны и Либби было попыткой продюсеров сказать «Не садитесь за руль пьяным!», и даже подумывал переписать сценарий, чтобы это не выглядело так, но продюсеры решили просто оставить всё как есть. Линделоф также опроверг слухи о том, что Родригес была убита из-за того, что с ней было трудно работать, сказав, что Мишель была «полностью профессиональной и хорошо ладила со всеми другими актёрами». По словам Линделофа и Кьюза, Уотрос была очень опечалена гибелью Либби, и продюсеры сочувствовали ей, поэтому они помогли ей попасть в пилот для шоу на канале CBS под названием «Моя бывшая жизнь», хотя сеть не купила его.

## Реакция
«Дорогу для двоих» посмотрели 15,03 миллионов зрителей США, что на 1,5 миллиона меньше по сравнению с рейтингами предыдущего года. Эпизод получил в основном положительные отзывы критиков. С. К. Сэмпл из «TV Squad» написал, что «Дорога для двоих» — «отличный эпизод, который мне очень понравился», хотя ему было «очень жаль Сойера и Хьюго». Сэмпл также написал, что, хотя он подозревал, что Ана-Люсия и Либби умрут, он думал, что «самым удивительным было то, кто застрелил их». Марк Слокам из Filmfodder.com написал, что в эпизоде присутствовал «Самый большой… сюжетный поворот… когда-либо». Слокам сказал, что если вы не видели эпизод, «ууу… вас ждёт наслаждение», и назвал два убийства «нечто». Слокам назвал Ану-Люсию «королевой драмы». Он также чувствовал, что смерть Либби была «одной из самых трагических вещей, которые мы видели», и сказал, что это было «эквивалентно ядерному удару, уничтожающему всех персонажей в финале „МЭШа“». Television Without Pity оценило эпизод на B+. Супервайзерный продюсер Элизабет Сарнофф и продюсер Кристина М. Ким были номинированы на премию Гильдии сценаристов США за лучший сценарий в эпизоде драматического сериала на церемонии 2007 года.